# Scotinella deleta
Scotinella deleta là một loài nhện trong họ Phrurolithidae.
Loài này thuộc chi Scotinella. Scotinella deleta được Willis J. Gertsch miêu tả năm 1941.